# Климов, Фёдор Петрович
Фёдор Петрович Климов (1904 — 1942) — советский боксёр, неоднократный призёр чемпионатов СССР, мастер спорта СССР, участник Великой Отечественной войны, погиб на фронте.

## Биография
Фёдор Климов родился в 1904 году в городе Вязники (ныне — Владимирская область). Окончил школу фабрично-заводского ученичества, работал слесарем на фабрике. В то же время активно занимался спортом. Окончив курсы выдвиженцев во Владимире, работал инструктором физической культуры в Вязниках, учителем физической культуры в школе посёлка Мстёра.
В 1932 году Климов окончил Ивановский физкультурный техникум, после чего работал инструктором физической культуры на заводе в Мстёрах. В 1933 году он стал чемпионом Ивановской области по боксу в полусреднем весе.
С 1934 года Климов жил в Иваново, работал тренером по боксу в Ивановской областной спортивной школе. Стал одним из зачинателей разносторонней подготовки боксёров с использованием кроссов, штанг, лыж и т. д. В 1938—1940-е годы неоднократно выступал на Чемпионатах СССР по боксу, был их призёром, получил звание мастера спорта СССР по боксу. Всего провёл 156 боёв (победил в 139).
С началом Великой Отечественной войны Климов добровольно пошёл на службу в Рабоче-крестьянскую Красную Армию и в составе 332-й стрелковой дивизии был отправлен на фронт. 13 февраля 1942 года в бою у деревни Чепли Велижского района Смоленской области он получил тяжёлое ранение и в тот же день умер в медсанбате. Похоронен в братской могиле в деревне Селезни Велижского района Смоленской области.

## Память
С 1948 года в Иваново проходит областной чемпионат по боксу памяти Климова (ныне — Всероссийский турнир по боксу).